# Вікторіатус
Вікторіат (лат. victoriatus) — срібна римська монета. Була у вжитку за часів римської республіки бл. 221 до 170 до н. е. На аверсі монети зображений Юпітер.
Назва монети походить від зображення богині Вікторії на реверсі монети.
Монету почали карбувати дещо швидше від денарія.
Її вартість відповідала 3/4 денарія або 7,5 аса. Вага становила 3.4 грама, чи 3 Скрупула. Монета була в обігу найчастіше за межами Рима. Вікторіатус був дуже популярний у торговців, особливо в Іллірії. Вміст срібла у ній відповідав половині грецької подвійної драхми, яка часто була в обігу на півдні Італії та Сицилії.
Припускають, що її еквівалент мав відповідати простій драхмі, якою платили найманим солдатам. Вікторіатус видавали солдатам командири на полі битви, що певним чином відповідало зображенню на реверсі монети. Він не мав звичного позначення для римських монет — X, V чи IIS, як мали денарії, квінарії чи сестерції, тому припускають його вживання лише для зовнішнього призначення.